# Евреи на земле
«Евреи на земле» — советский пропагандистский документальный фильм 1927 года, снятый Абрамом Роомом по заказу Общества землеустройства еврейских трудящихся (ОЗЕТ).

## История создания
Фильм был снят как часть кампании в ответ на первую волну антисемитизма, прокатившуюся в советской прессе в конце 1920-х годов. 
В картине показано, как еврейские колонисты заселяют причерноморские и крымские земли. Для более успешного освоения заброшенных земель создаются коммуны, живущие только своей внутренней жизнью. Еврейские колонисты и колонистки представлены как одна большая семья на фоне проявлений антисемитизма. 

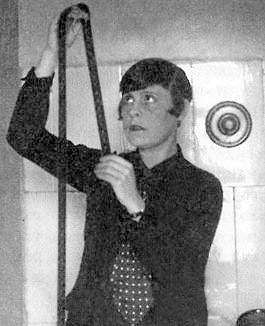
Лиля Брик во время монтажа

Авторы связывали небывалый опыт в истории еврейского народа с новейшей историей страны. 
Съёмки проходили в Краснодарском крае, часть — в окрестностях Евпатории в Крыму.

«Еврей на земле» — картина уникальная, прежде всего, в аспекте материала, своего рода хроника этнографической революции, попытка которой имела место в СССР за двадцать лет до образования еврейской государственности, сделавшей ставку на кибуцы.
— Ян Левченко, «История болезни. 115 лет со дня рождения Абрама Роома», 2009

## Съёмочная группа
- Режиссёр — Абрам Роом
- Сценаристы:

- Владимир Маяковский
- Абрам Роом
- Виктор Шкловский

- Оператор — Альберт Куин
- Ассистент режиссёра — Лиля Брик